# Claosaurus agilis
Il claosauro (Claosaurus agilis) era un dinosauro erbivoro appartenente agli adrosauri, o dinosauri a becco d'anatra. Visse nel Cretaceo superiore (Santoniano/Campaniano, circa 80 milioni di anni fa). I suoi resti fossili sono stati ritrovati in Nordamerica (Kansas). È considerato uno dei più piccoli e primitivi adrosauri conosciuti.

## Descrizione
Questo dinosauro è noto grazie a uno scheletro postcranico quasi completo, che ha permesso di ricostruire un animale lungo circa 3,5 metri (misura insolitamente piccola per un adrosauro) e pesante forse mezza tonnellata. Il corpo di Claosaurus era relativamente snello, così come le zampe posteriori; le zampe anteriori erano un po' più corte rispetto alla misura media per gli adrosauri, mentre la coda era lunga e irrigidita da tendini ossificati. Il cranio, purtroppo, non è noto.

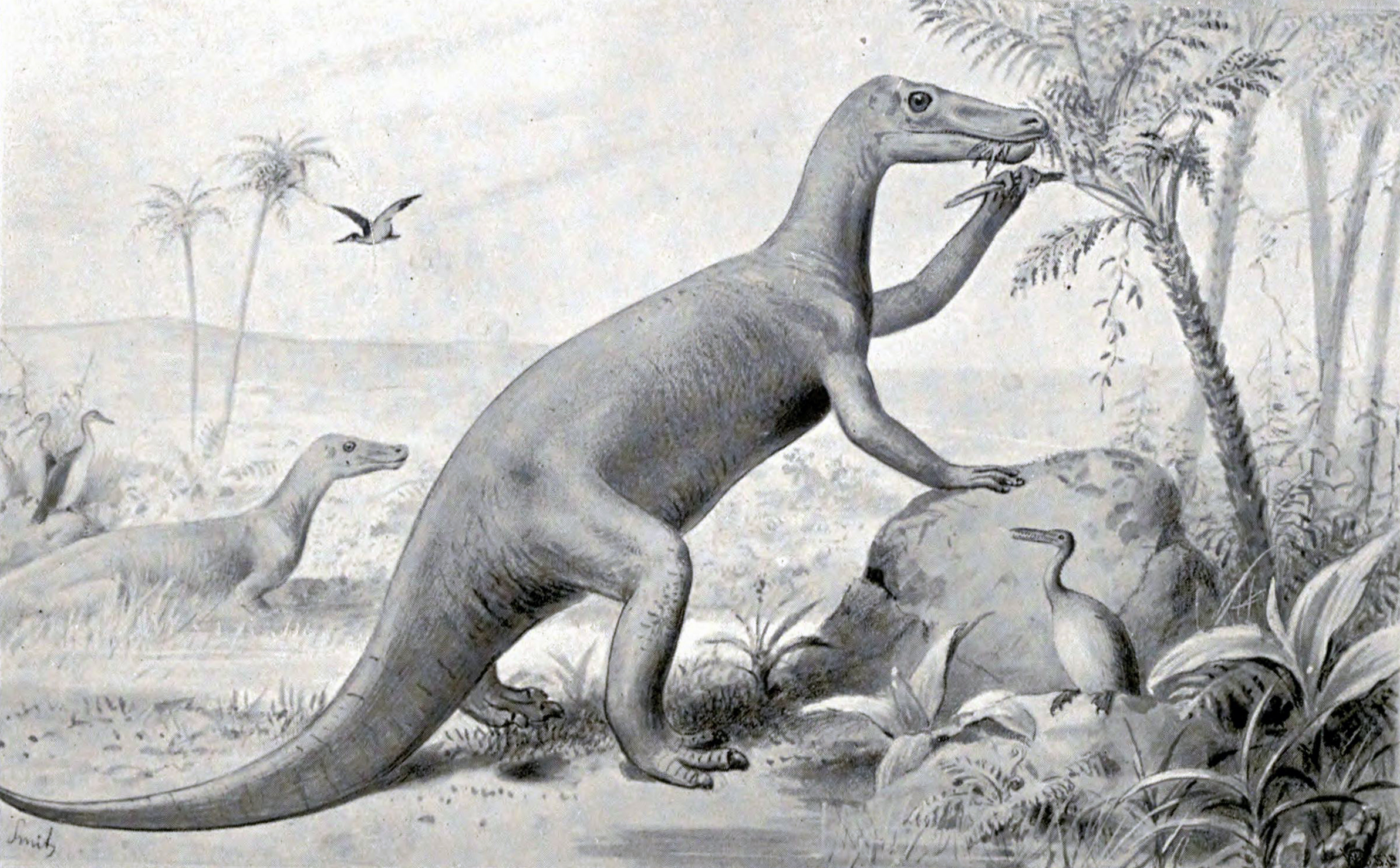
Ricostruzione obsoleta di Claosaurus (pre 1923)

## Classificazione
Rinvenuto in sedimenti marini, questo dinosauro è uno dei più antichi adrosauri nordamericani noti. Il significato del nome ("lucertola rotta") si riferisce al fatto che i fossili vennero ritrovati in pezzi sparsi, e vennero recuperati nel corso di anni. La prima descrizione fu effettuata da Othniel Charles Marsh, che nel 1872 attribuì i fossili a una nuova specie del genere Hadrosaurus (H. agilis); solo nel 1890 Marsh si rese conto che questo dinosauro era abbastanza distinto da meritare un genere a parte. Attualmente Claosaurus è considerato uno degli adrosauri più primitivi, forse affine all'europeo Telmatosaurus e al nordamericano Lophorhothon. La mancanza di materiale cranico, tuttavia, non permette una classificazione dettagliata di queste forme. Per lungo tempo si ritenne che Claosaurus possedesse un rudimento di primo dito nelle zampe posteriori, ma è stato dimostrato che questa convinzione fu dovuta a un errore di interpretazione dei fossili.
Un'altra specie attribuita a Claosaurus, C. affinis, ritrovata in South Dakota in associazione con la tartarugha gigante Archelon, è basata su resti troppo frammentari per poter essere classificata anche solo a livello generico.